# Nagyszékely
Nagyszékely es un pueblo ubicado en el distrito de Tamási, en el condado de Tolna, Hungría.

## Superficie
Posee una superficie de 36,71 kilómetros cuadrados.

## Demografía
Hasta 2019 la población era de 387 habitantes, con una densidad de población de 10,54 habitantes por kilómetro cuadrado.